# 慾海醫心
《慾海醫心》（英語：Royal Pains，官方写法为）是USA電視台于2009年6月4日開始首播的一部電視劇。由馬克·菲爾斯汀、保羅·寇斯當佐、吉兒·弗蘭特、蘿希瑪·雪蒂、布蘿可·多爾賽、愷姆普柏·斯科特和班·雪恩克曼主演。《慾海醫心》為有線電視頻道播出的節目中收視較高的。

## 剧集概述
电视剧讲述了一个名叫翰克·勞森的急诊室医生，因为在关键时刻选择去治疗一个年轻的男孩，而耽误了一个重要人物的病情。这个重要人物使他上了纽约的“黑名单”，没有医院再敢聘用他。一个偶然的机会，他搬到了汉普顿，成为了贵族们的私人医生，同时他还为当地百姓提供免费或便宜的治疗。

## 人物角色

### 主要人物
- 馬克·菲爾斯汀 飾演 翰克·勞森(亨瑞)／Hank Lawson(Henry)
- 保羅·寇斯當佐 飾演 艾文·洛斯·勞森／Evan Roth Lawson
- 吉兒·弗蘭特 飾演 吉兒·凱西／Jill Casey（第1季~第4季）
- 蘿希瑪·雪蒂（英语：Reshma Shetty） 飾演 蒂菲雅·凱特戴爾／Divya Katdare
- 布蘿可·多爾賽（英语：Brooke D'Orsay） 飾演 姵姬·柯林斯／Paige Collins（本為常設角色，自第四季開始成為主要角色）
- 愷姆普柏·斯科特 飾演 鮑里斯·庫斯特·馮·喬根斯-羅登尼克茲／Boris Kuester von Jurgens-Ratenicz（本為常設角色，自第四季開始成為主要角色）
- 班·雪恩克曼 飾演 傑爾麥亞·沙肯尼博士／Dr. Jeremiah Sacani （第四季為常設角色，第五季正式成為主要角色）

### 常設角色
- 翰瑞·溫克勒 飾演 艾迪·R.勞森／Eddie R. Lawson
- 艾娜史戴夏·格瑞費（英语：Anastasia Griffith） 飾演 艾蜜莉·姵克醫生／Dr. Emily Peck
- 湯姆·卡費瑞 飾演 傑克·歐梅爾利／Jack O'Malley
- 凱爾·霍華德（英语：Kyle Howard） 飾演 保羅·凡恩·戴克醫生／Dr. Paul Van Dyke
- 安娜·喬治（英语：Anna George） 飾演 盧彬娜·凱特戴爾／Rubina Katdare
- 阿潔依·梅塔（英语：Ajay Mehta） 飾演 蒂菲希·凱特戴爾／Devesh Katdare

## 好评
《欲海医心》是在有线电视上获得最高评价的电视剧之一。此剧集首映超过557万观众观看，此数字创下USA電視台剧集首播观看数的新高。第二集有559万民众观看，第三集有650万民众观看，从第二周到第三周观看人数数字的增长是前所未有的。

### 评价
| 季數 | 播出時間(ET)                                                                                  | 集數 | 首播          | 首播             | 季終           | 季終             | 年度        | 收視率 (百萬) |
| 季數 | 播出時間(ET)                                                                                  | 集數 | 日期          | 首播 收視 (百萬) | 日期           | 季終 收視 (百萬) | 年度        | 收視率 (百萬) |
| ---- | --------------------------------------------------------------------------------------------- | ---- | ------------- | ---------------- | -------------- | ---------------- | ----------- | ------------- |
| 1    | 星期四 晚間十點(2009.6.4 – 2009.8.27)                                                         | 12   | 2009年6月4日  | 5.57             | 2009年8月27日  | 5.90             | 2009        | 7.47          |
| 2    | 星期四 晚間十點(2010年6月3日 – 2010年8月26日) 星期四 晚間九點(2011年1月20日 – 2011年2月24日)  | 18   | 2010年6月3日  | 5.84             | 2011年2月24日  | 4.05             | 2010 │ 2011 | 7.33          |
| 3    | 星期三 晚間九點(2011年6月29日 – 2011年8月31日) 星期三 晚間十點(2012年1月18日 – 2012年2月22日) | 16   | 2011年6月29日 | 5.00             | 2012年2月22日  | 3.16             | 2011 │ 2012 | TBA           |
| 4    | 星期三 晚間九點(2012年6月6日 – 2012年9月19日) 星期日 晚間九點(2012年12月16日)                 | 16   | 2012年6月6日  | 3.95             | 2012年12月16日 | 3.25             | 2012        | TBA           |
| 5    | 星期三 晚間九點(2013年6月12日 - )                                                             | 16   | 2013年6月12日 |                  |                |                  |             | TBA           |

## DVD发行
环球家庭娱乐（Universal Studios Home Entertainment）于2010年5月25日在第一区（指美国和加拿大）发行《欲海医心》第一季DVD，在2010年8月23日在第四区（指澳大利亚、新西兰、太平洋群岛、中美洲、南美洲、墨西哥、加勒比海域）发行第一季DVD。在2011年5月17日在第一区发行第二季DVD包含第三季前10集的DVD于2012年1月3日发行。剧集还可在iTunes下载。

## 小说系列
2011年初，D.P.萊爾开始出版基于电视剧的小说系列，由Signet Book出版。
| 标题              | 作者            | ISBN       | 出版日期 |
| ----------------- | --------------- | ---------- | -------- |
| First, Do No Harm | D.P. Lyle, M.D. | 0451234146 | 2011/6/7 |
| Sick Rich         | D.P. Lyle, M.D. | 0451235533 | 2012/1/3 |

## 外部連結
- 官方网站
- 互联网电影数据库（IMDb）上《慾海醫心》的资料（英文）